# Grolanda distrikt
Grolanda distrikt är ett distrikt i Falköpings kommun och Västra Götalands län.
Distriktet ligger sydväst om Falköping.

## Tidigare administrativ tillhörighet
Distriktet inrättades 2016 och utgörs av socknen Grolanda i Falköpings kommun.
Området motsvarar den omfattning Grolanda församling hade vid årsskiftet 1999/2000.